# 写字室

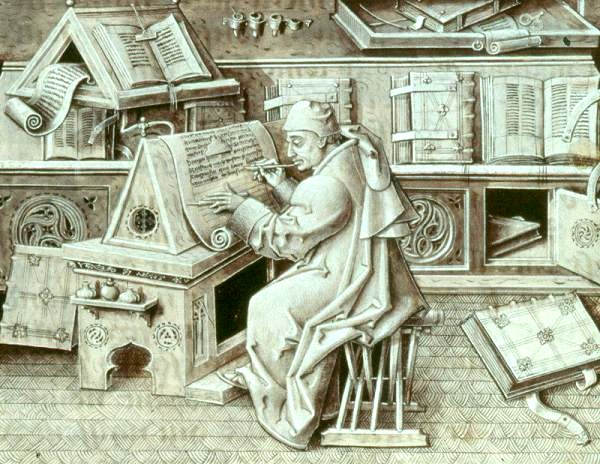
15世紀に描かれた写本作業の想像図（ミニアチュール）

写字室（しゃじしつ、Scriptorium, 複：scriptoria）は、中世ラテン語で、scribere（書く）+-orium（〜する場所）、つまり、「書く場所」。一般的に、中世ヨーロッパの修道院で写本筆写者が写本を作成するために使われた部屋を指す。ただし、現代の学術書で使われる「Scriptorium」は、物理的な部屋というよりも、修道院で共同で書かれたものに使われることが多い。

## 歴史

### ヴィヴァリウムの修道院
6世紀、カッシオドルスが南イタリアのヴィヴァリウムに修道院を建てた時、わざわざ写字室を作ったのは、彼が写本を集め・写し・所蔵しようという目的を持っていたからである。

### ザンクト・ガレンの修道院平面図
819年から826年にかけて書かれたザンクト・ガレンの修道院平面図は、ベネディクト会修道院の設計図であるが、教会本堂の北の一角に写字室と図書館がある。しかし、この修道院は建造されることはなかった。

### シトー修道院
中世盛期（1200年〜1350年）のは、シトー会のシトー修道院母院に写字室が作られた。12世紀前半になると需要が高まって「室」から「家」に拡張された。1134年、シトー会は、写字室の中での修道士の会話を禁じた。

### その後
とはいえ、文献、現存する建物、考古学的な出土品のどれをとっても、写字室はあるにはあったが、稀にしか存在しなかったことを示している。ほとんどの修道院では、写筆は回廊の凹んだところか、修道士の個室でなされていた。先述したシトー修道院でも、後の時代になると、共同で写筆をするための隔離された部屋はなかったという証拠がある。13世紀、「2人以上の人が入れるかはわかりませんが……」という小部屋での写筆を申し出た修道士たちがいて、それは会から許可された。。
従来の写字室はおそらく限られたある時代、組織ないしは個人が図書館に所蔵するためたくさんの写本を必要としていた時代にのみ存在したのであろう。図書館に写本を収めたら、その部屋を再びそのような仕事のために残しておく必要はなかったはずである。13世紀のはじめには、世俗的な写本店が発達していた。そこで働くプロの筆写者は、写本のための特別の部屋を持っていたかも知れないが、ほとんどの場合は、自分の家の窓際の書物机で仕事をしていた。

## 参照
1. ↑  Christopher De Hamel, Scribes and Illuminators, (Toronto: U Toronto Press, 1992), 36.
2. ↑  Yolanta Załuska, L'enluminure et le scriptorium de Cîteaux au XIIe siècle (Brecht:Cîteaux) 1989.
3. ↑  Geo. Haven Putnam, Books and their Makers During the Middle Ages, (New York: Hillary House, 1962), 405.